# Gesömmertes Höhenfleckvieh
Gesömmertes Höhenfleckvieh ist eine Tarifstelle des deutschen Zolltarifs aus dem Jahr 1902.
Damals war Deutschland der Meistbegünstigtenklausel verpflichtet, welche besagt, dass die Zugeständnisse, die ein Vertragsstaat einem anderen einräumt, auch allen anderen zugestanden werden müssen.
Um die Meistbegünstigtenklausel zu unterwandern, wurde für Höhenfleckvieh und Braunvieh, „die in einer Höhenlage von 300 m über dem Meeresspiegel aufgezogen und alljährlich mindestens einen Monat in einer Höhenlage von mindestens 800 m gesömmert worden sind“, ein spezieller Zollsatz festgelegt. Dieses Kriterium war formal allgemein formuliert, faktisch aber auf die Schweiz und Österreich gemünzt.